# Central American Bowl 2018
Il Central American Bowl 2018 è la seconda edizione del campionato centroamericano di football americano per squadre nazionali maggiori maschili organizzato dalla AGFA e riconosciuto da IFAF. È stato disputato alla Gatorade Arena di San José Pinula, in Guatemala, tra il 4 e il 10 febbraio 2018.

## Stadi
Distribuzione degli stadi del Central American Bowl 2018
| San José Pinula            | Gatorade Arena (San José Pinula) |
| Gatorade Arena             | Gatorade Arena (San José Pinula) |
| 14°32′55.7″N 90°24′23.38″W | Gatorade Arena (San José Pinula) |
| Capacità:                  | Gatorade Arena (San José Pinula) |
| Altitudine:                | Gatorade Arena (San José Pinula) |
|                            | Gatorade Arena (San José Pinula) |

## Squadre partecipanti
| Pr. | Squadra     | Data di qualificazione | Qualificata in quanto  | Ultima partecipazione |
| --- | ----------- | ---------------------- | ---------------------- | --------------------- |
| 1   | Costa Rica  |                        |                        | El Salvador 2013      |
| 2   | El Salvador |                        |                        | El Salvador 2013      |
| 3   | Guatemala   |                        | Nazione organizzatrice | El Salvador 2013      |
| 4   | Honduras    |                        |                        | El Salvador 2013      |
| 5   | Nicaragua   |                        |                        | El Salvador 2013      |
| 6   | Panama      |                        | 1ª class. al CAB 2013  | El Salvador 2013      |

## Gironi
| Girone A    | Girone B   |
| ----------- | ---------- |
| El Salvador | Costa Rica |
| Honduras    | Guatemala  |
| Panama      | Nicaragua  |

## Fase a gironi
Nelle tabelle: P.ti = Punti; % = Percentuale di vittorie; G = Incontri giocati; V = Vittorie; P = Pareggi; S = Sconfitte; PF = Punti fatti; PS = Punti subiti; DP = Differenza punti.

### Gruppo A

#### Incontri
| San José Pinula 4 febbraio 2018 | Panama | 54 – 6 | Honduras | Gatorade Arena |

| San José Pinula 6 febbraio 2018 | Honduras | 20 – 8 | El Salvador | Gatorade Arena |

| San José Pinula 8 febbraio 2018 | Panama | 49 – 0 | El Salvador | Gatorade Arena |

#### Classifica
| Squadra     | %     | G | V | S | PF  | PS |
| ----------- | ----- | - | - | - | --- | -- |
| Panama      | 1.000 | 2 | 2 | 0 | 103 | 26 |
| Honduras    | .500  | 2 | 1 | 1 | 26  | 26 |
| El Salvador | .000  | 1 | 0 | 1 | 8   | 69 |

### Gruppo B

#### Incontri
| San José Pinula 4 febbraio 2018 | Costa Rica | 21 – 0 | Guatemala | Gatorade Arena |

| San José Pinula 6 febbraio 2018 | Guatemala | 9 – 6 (d.t.s.) | Nicaragua | Gatorade Arena |

| San José Pinula 8 febbraio 2018 | Costa Rica | 27 – 13 | Nicaragua | Gatorade Arena |

#### Classifica
| Squadra    | %     | G | V | S | PF | PS |
| ---------- | ----- | - | - | - | -- | -- |
| Costa Rica | 1.000 | 2 | 2 | 0 | 45 | 24 |
| Guatemala  | .500  | 2 | 1 | 1 | 50 | 29 |
| Nicaragua  | .000  | 1 | 0 | 1 | 11 | 53 |

## Finali

### Finale 5º - 6º posto
| San José Pinula 9 febbraio 2018 | Nicaragua | 8 – 7 | El Salvador | Gatorade Arena |

### Finale 3º - 4º posto
| San José Pinula 10 febbraio 2018 | Honduras | 6 – 0 | Guatemala | Gatorade Arena |

### Finale (Mayan Bowl)
| San José Pinula 10 febbraio 2018 | Panama | 52 – 3 | Costa Rica | Gatorade Arena |

## Campione
| Campione del Centroamerica 2018 Panama (2º titolo) |